# Lista di asteroidi (648001-649000)
Di seguito una lista di asteroidi dal numero 648001  al 649000 con data di scoperta e scopritore.

## 648001–648100
| Nome   | Designazione provvisoria | Data di scoperta  | Scopritore                |
| ------ | ------------------------ | ----------------- | ------------------------- |
| 648001 | 2009 CF4                 | 4 settembre 2007  | Mount Lemmon Survey       |
| 648002 | 2009 CB7                 | 17 settembre 2006 | Spacewatch                |
| 648003 | 2009 CY8                 | 1 febbraio 2009   | Mount Lemmon Survey       |
| 648004 | 2009 CV12                | 20 gennaio 2009   | Mount Lemmon Survey       |
| 648005 | 2009 CB13                | 1 febbraio 2009   | Mount Lemmon Survey       |
| 648006 | 2009 CE15                | 31 gennaio 2009   | Spacewatch                |
| 648007 | 2009 CC18                | 3 gennaio 2009    | Mount Lemmon Survey       |
| 648008 | 2009 CN24                | 1 febbraio 2009   | Spacewatch                |
| 648009 | 2009 CO25                | 1 febbraio 2009   | Spacewatch                |
| 648010 | 2009 CP31                | 1 febbraio 2009   | Spacewatch                |
| 648011 | 2009 CF32                | 16 marzo 2004     | Spacewatch                |
| 648012 | 2009 CC49                | 14 febbraio 2009  | Mount Lemmon Survey       |
| 648013 | 2009 CF49                | 20 ottobre 2007   | Mount Lemmon Survey       |
| 648014 | 2009 CX65                | 19 agosto 2006    | Spacewatch                |
| 648015 | 2009 CY66                | 3 febbraio 2009   | Spacewatch                |
| 648016 | 2009 CE70                | 29 dicembre 2008  | Mount Lemmon Survey       |
| 648017 | 2009 CH72                | 18 gennaio 2009   | Mount Lemmon Survey       |
| 648018 | 2009 CY74                | 1 febbraio 2009   | Spacewatch                |
| 648019 | 2009 CS75                | 5 febbraio 2009   | Mount Lemmon Survey       |
| 648020 | 2009 CT75                | 4 febbraio 2009   | Mount Lemmon Survey       |
| 648021 | 2009 CS77                | 2 febbraio 2009   | Mount Lemmon Survey       |
| 648022 | 2009 DY1                 | 25 gennaio 2009   | Spacewatch                |
| 648023 | 2009 DH8                 | 28 settembre 2001 | NEAT                      |
| 648024 | 2009 DO17                | 17 febbraio 2009  | Spacewatch                |
| 648025 | 2009 DX17                | 20 dicembre 2004  | Mount Lemmon Survey       |
| 648026 | 2009 DJ18                | 9 maggio 2002     | NEAT                      |
| 648027 | 2009 DP18                | 27 agosto 2006    | Spacewatch                |
| 648028 | 2009 DW27                | 22 febbraio 2009  | F. Hormuth                |
| 648029 | 2009 DG30                | 3 novembre 2007   | Mount Lemmon Survey       |
| 648030 | 2009 DM38                | 18 agosto 2006    | Spacewatch                |
| 648031 | 2009 DL48                | 24 febbraio 2009  | CSS                       |
| 648032 | 2009 DK54                | 16 dicembre 2004  | Spacewatch                |
| 648033 | 2009 DH55                | 17 marzo 2004     | Spacewatch                |
| 648034 | 2009 DS60                | 22 febbraio 2009  | Spacewatch                |
| 648035 | 2009 DH65                | 29 dicembre 2008  | Mount Lemmon Survey       |
| 648036 | 2009 DS69                | 4 febbraio 2009   | Spacewatch                |
| 648037 | 2009 DW75                | 20 gennaio 2009   | Spacewatch                |
| 648038 | 2009 DZ78                | 15 gennaio 2007   | Osservatorio di Mauna Kea |
| 648039 | 2009 DD87                | 19 febbraio 2009  | Spacewatch                |
| 648040 | 2009 DH93                | 28 febbraio 2009  | Mount Lemmon Survey       |
| 648041 | 2009 DE101               | 26 febbraio 2009  | Spacewatch                |
| 648042 | 2009 DT101               | 26 febbraio 2009  | Spacewatch                |
| 648043 | 2009 DF107               | 28 febbraio 2009  | Spacewatch                |
| 648044 | 2009 DH107               | 1 gennaio 2008    | Spacewatch                |
| 648045 | 2009 DK116               | 9 ottobre 2007    | Spacewatch                |
| 648046 | 2009 DA121               | 27 febbraio 2009  | Spacewatch                |
| 648047 | 2009 DM135               | 26 febbraio 2009  | Alianza S4 Obs.           |
| 648048 | 2009 DX139               | 2 febbraio 2005   | NEAT                      |
| 648049 | 2009 DS142               | 20 febbraio 2009  | Spacewatch                |
| 648050 | 2009 DG146               | 20 febbraio 2009  | Spacewatch                |
| 648051 | 2009 DS153               | 20 febbraio 2009  | Mount Lemmon Survey       |
| 648052 | 2009 DT153               | 22 febbraio 2009  | Spacewatch                |
| 648053 | 2009 DU153               | 19 febbraio 2009  | Spacewatch                |
| 648054 | 2009 DC154               | 20 febbraio 2009  | Spacewatch                |
| 648055 | 2009 DE154               | 20 febbraio 2009  | Spacewatch                |
| 648056 | 2009 DB156               | 28 febbraio 2009  | Mount Lemmon Survey       |
| 648057 | 2009 DN156               | 27 febbraio 2009  | Mount Lemmon Survey       |
| 648058 | 2009 DR162               | 17 ottobre 2007   | Mount Lemmon Survey       |
| 648059 | 2009 EB2                 | 1 marzo 2009      | Spacewatch                |
| 648060 | 2009 ER2                 | 5 marzo 2009      | Alianza S4 Obs.           |
| 648061 | 2009 EM5                 | 1 marzo 2009      | Mount Lemmon Survey       |
| 648062 | 2009 EX5                 | 16 marzo 2004     | Spacewatch                |
| 648063 | 2009 EF6                 | 14 settembre 2006 | CSS                       |
| 648064 | 2009 EH7                 | 21 luglio 2006    | Mount Lemmon Survey       |
| 648065 | 2009 EJ7                 | 2 marzo 2009      | Spacewatch                |
| 648066 | 2009 ES8                 | 2 marzo 2009      | Mount Lemmon Survey       |
| 648067 | 2009 EO10                | 19 febbraio 2009  | Spacewatch                |
| 648068 | 2009 EU16                | 15 marzo 2009     | Spacewatch                |
| 648069 | 2009 EO36                | 18 maggio 2015    | Pan-STARRS                |
| 648070 | 2009 ER39                | 6 marzo 2009      | SSS                       |
| 648071 | 2009 EN40                | 31 dicembre 2007  | Spacewatch                |
| 648072 | 2009 EA42                | 2 marzo 2009      | Mount Lemmon Survey       |
| 648073 | 2009 FX1                 | 17 marzo 2009     | E. Schwab, R. Kling       |
| 648074 | 2009 FZ1                 | 19 febbraio 2009  | Spacewatch                |
| 648075 | 2009 FY7                 | 1 marzo 2009      | Spacewatch                |
| 648076 | 2009 FQ23                | 15 marzo 2009     | Spacewatch                |
| 648077 | 2009 FH31                | 31 dicembre 2008  | Spacewatch                |
| 648078 | 2009 FJ35                | 30 dicembre 2008  | Mount Lemmon Survey       |
| 648079 | 2009 FK35                | 1 marzo 2009      | Spacewatch                |
| 648080 | 2009 FY41                | 28 marzo 2009     | Spacewatch                |
| 648081 | 2009 FE44                | 30 marzo 2009     | W. Bickel                 |
| 648082 | 2009 FP54                | 17 marzo 2009     | Spacewatch                |
| 648083 | 2009 FE62                | 21 marzo 2009     | Mount Lemmon Survey       |
| 648084 | 2009 FG72                | 18 marzo 2009     | Spacewatch                |
| 648085 | 2009 FC81                | 8 dicembre 2012   | Mount Lemmon Survey       |
| 648086 | 2009 FB93                | 26 marzo 2009     | Spacewatch                |
| 648087 | 2009 GQ3                 | 21 marzo 2009     | Spacewatch                |
| 648088 | 2009 GR4                 | 3 aprile 2009     | Alianza S4 Obs.           |
| 648089 | 2009 GL8                 | 23 ottobre 1998   | Spacewatch                |
| 648090 | 2009 HH12                | 22 ottobre 2006   | Spacewatch                |
| 648091 | 2009 HN15                | 2 aprile 2009     | Mount Lemmon Survey       |
| 648092 | 2009 HK18                | 1 novembre 2007   | Mount Lemmon Survey       |
| 648093 | 2009 HB22                | 17 aprile 2009    | Spacewatch                |
| 648094 | 2009 HH24                | 17 aprile 2009    | Spacewatch                |
| 648095 | 2009 HY24                | 12 aprile 2005    | Spacewatch                |
| 648096 | 2009 HV25                | 25 settembre 2006 | Mount Lemmon Survey       |
| 648097 | 2009 HF27                | 28 marzo 2009     | Spacewatch                |
| 648098 | 2009 HF29                | 16 ottobre 2007   | Mount Lemmon Survey       |
| 648099 | 2009 HZ31                | 19 aprile 2009    | Spacewatch                |
| 648100 | 2009 HR38                | 18 aprile 2009    | Spacewatch                |

## 648101–648200
| Nome   | Designazione provvisoria | Data di scoperta  | Scopritore                          |
| ------ | ------------------------ | ----------------- | ----------------------------------- |
| 648101 | 2009 HT39                | 18 aprile 2009    | Spacewatch                          |
| 648102 | 2009 HW43                | 20 aprile 2009    | Spacewatch                          |
| 648103 | 2009 HE48                | 19 aprile 2009    | Spacewatch                          |
| 648104 | 2009 HM54                | 20 aprile 2009    | Spacewatch                          |
| 648105 | 2009 HW56                | 22 aprile 2009    | Spacewatch                          |
| 648106 | 2009 HX60                | 15 gennaio 2008   | Mount Lemmon Survey                 |
| 648107 | 2009 HM63                | 13 maggio 2005    | Mount Lemmon Survey                 |
| 648108 | 2009 HA84                | 19 aprile 2009    | Spacewatch                          |
| 648109 | 2009 HS84                | 23 aprile 2009    | Spacewatch                          |
| 648110 | 2009 HQ104               | 29 aprile 2009    | Spacewatch                          |
| 648111 | 2009 HD107               | 27 aprile 2009    | CSS                                 |
| 648112 | 2009 HY108               | 22 aprile 2009    | Mount Lemmon Survey                 |
| 648113 | 2009 HA112               | 19 aprile 2009    | Mount Lemmon Survey                 |
| 648114 | 2009 HC119               | 14 agosto 2016    | Pan-STARRS                          |
| 648115 | 2009 HP121               | 22 aprile 2009    | Mount Lemmon Survey                 |
| 648116 | 2009 HN123               | 17 aprile 2009    | Spacewatch                          |
| 648117 | 2009 HO123               | 27 aprile 2009    | Mount Lemmon Survey                 |
| 648118 | 2009 HD125               | 23 aprile 2009    | Spacewatch                          |
| 648119 | 2009 HS126               | 20 aprile 2009    | Spacewatch                          |
| 648120 | 2009 JF2                 | 11 marzo 2005     | Mount Lemmon Survey                 |
| 648121 | 2009 JG4                 | 29 aprile 2008    | Mount Lemmon Survey                 |
| 648122 | 2009 JW5                 | 13 maggio 2009    | Spacewatch                          |
| 648123 | 2009 JU7                 | 21 aprile 2009    | Spacewatch                          |
| 648124 | 2009 JZ14                | 1 maggio 2009     | Alianza S4 Obs.                     |
| 648125 | 2009 JT15                | 18 aprile 2009    | CSS                                 |
| 648126 | 2009 JT19                | 4 agosto 2001     | NEAT                                |
| 648127 | 2009 JB22                | 4 maggio 2009     | Mount Lemmon Survey                 |
| 648128 | 2009 KC                  | 16 maggio 2009    | J. W. Young                         |
| 648129 | 2009 KQ2                 | 20 aprile 2009    | Spacewatch                          |
| 648130 | 2009 KQ3                 | 20 maggio 2005    | Mount Lemmon Survey                 |
| 648131 | 2009 KG4                 | 24 maggio 2009    | Osservatorio astronomico di Maiorca |
| 648132 | 2009 KG6                 | 25 maggio 2009    | Spacewatch                          |
| 648133 | 2009 KM11                | 25 maggio 2009    | Spacewatch                          |
| 648134 | 2009 KK16                | 26 maggio 2009    | Spacewatch                          |
| 648135 | 2009 KU17                | 4 maggio 2009     | Spacewatch                          |
| 648136 | 2009 KL26                | 29 agosto 2006    | Spacewatch                          |
| 648137 | 2009 KN35                | 6 dicembre 2007   | Mount Lemmon Survey                 |
| 648138 | 2009 LX7                 | 19 settembre 1998 | SDSS Collaboration                  |
| 648139 | 2009 MB1                 | 15 giugno 2009    | Spacewatch                          |
| 648140 | 2009 MP8                 | 13 dicembre 2007  | LINEAR                              |
| 648141 | 2009 MO9                 | 22 giugno 2009    | Pan-STARRS                          |
| 648142 | 2009 MU10                | 9 gennaio 2013    | Mount Lemmon Survey                 |
| 648143 | 2009 MP11                | 6 febbraio 2011   | Osservatorio astronomico di Maiorca |
| 648144 | 2009 OR2                 | 20 luglio 2009    | T. V. Kryachko, B. Satovskij        |
| 648145 | 2009 OY2                 | 21 ottobre 2006   | Spacewatch                          |
| 648146 | 2009 OT3                 | 30 settembre 2005 | LONEOS                              |
| 648147 | 2009 OH8                 | 28 luglio 2009    | F. Fratev                           |
| 648148 | 2009 OC12                | 27 luglio 2009    | Spacewatch                          |
| 648149 | 2009 OT12                | 27 luglio 2009    | Spacewatch                          |
| 648150 | 2009 OS14                | 24 luglio 2009    | Alianza S4 Obs.                     |
| 648151 | 2009 OD15                | 24 marzo 2001     | Spacewatch                          |
| 648152 | 2009 OZ15                | 26 agosto 2005    | NEAT                                |
| 648153 | 2009 OO18                | 11 novembre 2006  | CSS                                 |
| 648154 | 2009 OU18                | 28 luglio 2009    | Spacewatch                          |
| 648155 | 2009 OT23                | 28 luglio 2009    | Spacewatch                          |
| 648156 | 2009 OQ25                | 28 luglio 2009    | PTF                                 |
| 648157 | 2009 OQ27                | 10 agosto 2016    | Pan-STARRS                          |
| 648158 | 2009 PO1                 | 23 giugno 2009    | Mount Lemmon Survey                 |
| 648159 | 2009 PF5                 | 27 ottobre 2006   | Spacewatch                          |
| 648160 | 2009 PE6                 | 7 gennaio 2006    | Mount Lemmon Survey                 |
| 648161 | 2009 PZ14                | 23 febbraio 2007  | Mount Lemmon Survey                 |
| 648162 | 2009 PL21                | 1 settembre 2000  | A. Brandeker                        |
| 648163 | 2009 PQ21                | 15 agosto 2009    | Spacewatch                          |
| 648164 | 2009 PD22                | 15 agosto 2009    | Spacewatch                          |
| 648165 | 2009 QL                  | 15 aprile 2008    | Mount Lemmon Survey                 |
| 648166 | 2009 QY4                 | 16 agosto 2009    | Osservatorio astronomico di Maiorca |
| 648167 | 2009 QF10                | 21 agosto 2009    | C. Rinner, F. Kugel                 |
| 648168 | 2009 QH10                | 21 agosto 2009    | R. Apitzsch                         |
| 648169 | 2009 QM10                | 1 settembre 2005  | NEAT                                |
| 648170 | 2009 QQ14                | 16 agosto 2009    | Spacewatch                          |
| 648171 | 2009 QP22                | 20 agosto 2009    | Osservatorio astronomico di Maiorca |
| 648172 | 2009 QX24                | 18 agosto 2009    | Spacewatch                          |
| 648173 | 2009 QV27                | 27 luglio 2009    | CSS                                 |
| 648174 | 2009 QO30                | 13 dicembre 2001  | NEAT                                |
| 648175 | 2009 QT30                | 22 agosto 2009    | S. Karge, R. Kling                  |
| 648176 | 2009 QT31                | 6 settembre 1999  | Spacewatch                          |
| 648177 | 2009 QN32                | 11 aprile 2008    | Spacewatch                          |
| 648178 | 2009 QS32                | 9 marzo 2007      | Mount Lemmon Survey                 |
| 648179 | 2009 QU32                | 16 agosto 2009    | CSS                                 |
| 648180 | 2009 QD33                | 20 agosto 2009    | N. Teamo                            |
| 648181 | 2009 QO37                | 10 marzo 2005     | Mount Lemmon Survey                 |
| 648182 | 2009 QU47                | 28 agosto 2009    | Osservatorio astronomico di Maiorca |
| 648183 | 2009 QW49                | 28 agosto 2009    | Spacewatch                          |
| 648184 | 2009 QP51                | 28 agosto 2009    | Spacewatch                          |
| 648185 | 2009 QL59                | 19 settembre 2009 | Mount Lemmon Survey                 |
| 648186 | 2009 QQ61                | 27 agosto 2009    | CSS                                 |
| 648187 | 2009 QX63                | 17 agosto 2009    | Spacewatch                          |
| 648188 | 2009 QB65                | 18 dicembre 2009  | Mount Lemmon Survey                 |
| 648189 | 2009 QD65                | 5 febbraio 2011   | Pan-STARRS                          |
| 648190 | 2009 QA66                | 16 agosto 2009    | Spacewatch                          |
| 648191 | 2009 QB72                | 27 agosto 2009    | CSS                                 |
| 648192 | 2009 QL72                | 20 agosto 2009    | Osservatorio astronomico di Maiorca |
| 648193 | 2009 QX73                | 18 agosto 2009    | Spacewatch                          |
| 648194 | 2009 QY74                | 29 agosto 2009    | Spacewatch                          |
| 648195 | 2009 QN76                | 27 agosto 2009    | Spacewatch                          |
| 648196 | 2009 QD77                | 23 agosto 2009    | R. Gierlinger                       |
| 648197 | 2009 RA1                 | 27 agosto 2009    | CSS                                 |
| 648198 | 2009 RB2                 | 21 marzo 2001     | Spacewatch                          |
| 648199 | 2009 RV5                 | 15 settembre 2009 | N. Hashimoto, S. Okumura            |
| 648200 | 2009 RQ6                 | 29 agosto 2009    | Spacewatch                          |

## 648201–648300
| Nome   | Designazione provvisoria | Data di scoperta  | Scopritore                          |
| ------ | ------------------------ | ----------------- | ----------------------------------- |
| 648201 | 2009 RC13                | 12 settembre 2009 | Spacewatch                          |
| 648202 | 2009 RG13                | 12 settembre 2009 | Spacewatch                          |
| 648203 | 2009 RC22                | 17 febbraio 2007  | Mount Lemmon Survey                 |
| 648204 | 2009 RN23                | 15 settembre 2009 | Mount Lemmon Survey                 |
| 648205 | 2009 RW26                | 12 settembre 2009 | Spacewatch                          |
| 648206 | 2009 RT28                | 19 settembre 2009 | Spacewatch                          |
| 648207 | 2009 RB29                | 14 settembre 2009 | Spacewatch                          |
| 648208 | 2009 RT29                | 11 aprile 2008    | Mount Lemmon Survey                 |
| 648209 | 2009 RT31                | 14 settembre 2009 | Spacewatch                          |
| 648210 | 2009 RY35                | 14 settembre 2009 | Spacewatch                          |
| 648211 | 2009 RL38                | 30 agosto 2009    | T. V. Kryachko, B. Satovskij        |
| 648212 | 2009 RV40                | 15 settembre 2009 | Spacewatch                          |
| 648213 | 2009 RZ41                | 15 settembre 2009 | Spacewatch                          |
| 648214 | 2009 RA42                | 15 settembre 2009 | Spacewatch                          |
| 648215 | 2009 RL42                | 8 settembre 2000  | Spacewatch                          |
| 648216 | 2009 RM45                | 15 settembre 2009 | Spacewatch                          |
| 648217 | 2009 RY47                | 19 novembre 2001  | A. C. Becker                        |
| 648218 | 2009 RN50                | 15 settembre 2009 | Spacewatch                          |
| 648219 | 2009 RE51                | 6 settembre 2008  | Mount Lemmon Survey                 |
| 648220 | 2009 RJ57                | 14 settembre 2009 | CSS                                 |
| 648221 | 2009 RC59                | 15 settembre 2009 | Spacewatch                          |
| 648222 | 2009 RA64                | 15 settembre 2009 | Spacewatch                          |
| 648223 | 2009 RG64                | 15 settembre 2009 | Spacewatch                          |
| 648224 | 2009 RY66                | 15 settembre 2009 | Mount Lemmon Survey                 |
| 648225 | 2009 RL69                | 28 agosto 2009    | Osservatorio astronomico di Maiorca |
| 648226 | 2009 RD75                | 14 settembre 2009 | CSS                                 |
| 648227 | 2009 RL76                | 7 febbraio 2011   | Mount Lemmon Survey                 |
| 648228 | 2009 RM78                | 1 giugno 2012     | Mount Lemmon Survey                 |
| 648229 | 2009 RF80                | 15 settembre 2009 | Spacewatch                          |
| 648230 | 2009 RH80                | 30 settembre 2003 | Spacewatch                          |
| 648231 | 2009 RE82                | 15 settembre 2009 | Spacewatch                          |
| 648232 | 2009 RU82                | 15 settembre 2009 | Spacewatch                          |
| 648233 | 2009 RC83                | 14 settembre 2009 | Spacewatch                          |
| 648234 | 2009 RN83                | 15 settembre 2009 | Spacewatch                          |
| 648235 | 2009 RR83                | 12 settembre 2009 | Spacewatch                          |
| 648236 | 2009 SW2                 | 16 settembre 2009 | Spacewatch                          |
| 648237 | 2009 SY6                 | 16 settembre 2009 | Mount Lemmon Survey                 |
| 648238 | 2009 ST7                 | 27 ottobre 2006   | Mount Lemmon Survey                 |
| 648239 | 2009 SN13                | 16 settembre 2009 | Mount Lemmon Survey                 |
| 648240 | 2009 SR15                | 14 novembre 2006  | Spacewatch                          |
| 648241 | 2009 SS21                | 22 settembre 2009 | W. Bickel                           |
| 648242 | 2009 SC28                | 16 settembre 2009 | Spacewatch                          |
| 648243 | 2009 SA29                | 16 settembre 2009 | Spacewatch                          |
| 648244 | 2009 SL29                | 29 marzo 2008     | Spacewatch                          |
| 648245 | 2009 SC33                | 16 settembre 2009 | Spacewatch                          |
| 648246 | 2009 SH38                | 16 settembre 2009 | Spacewatch                          |
| 648247 | 2009 SF45                | 16 settembre 2009 | Spacewatch                          |
| 648248 | 2009 ST45                | 2 maggio 2008     | CSS                                 |
| 648249 | 2009 SK46                | 18 settembre 2003 | Spacewatch                          |
| 648250 | 2009 SA49                | 16 settembre 2009 | Mount Lemmon Survey                 |
| 648251 | 2009 SK50                | 17 agosto 2009    | CSS                                 |
| 648252 | 2009 SX50                | 17 settembre 2009 | Spacewatch                          |
| 648253 | 2009 SA53                | 17 settembre 2009 | CSS                                 |
| 648254 | 2009 SQ54                | 17 settembre 2009 | Mount Lemmon Survey                 |
| 648255 | 2009 SU57                | 17 settembre 2009 | Spacewatch                          |
| 648256 | 2009 SY66                | 6 settembre 2008  | Spacewatch                          |
| 648257 | 2009 SV75                | 1 maggio 2003     | Spacewatch                          |
| 648258 | 2009 SR81                | 18 settembre 2009 | Mount Lemmon Survey                 |
| 648259 | 2009 SQ83                | 10 gennaio 2007   | Mount Lemmon Survey                 |
| 648260 | 2009 SR85                | 20 agosto 2009    | Osservatorio astronomico di Maiorca |
| 648261 | 2009 SE87                | 18 settembre 2009 | Mount Lemmon Survey                 |
| 648262 | 2009 SK88                | 15 agosto 2009    | Spacewatch                          |
| 648263 | 2009 SS93                | 16 novembre 2006  | Mount Lemmon Survey                 |
| 648264 | 2009 SC98                | 20 settembre 2009 | Spacewatch                          |
| 648265 | 2009 SR99                | 23 settembre 2009 | CSS                                 |
| 648266 | 2009 SL100               | 17 settembre 2009 | K. Černis, K. Zdanavičius           |
| 648267 | 2009 SA110               | 11 ottobre 2005   | Spacewatch                          |
| 648268 | 2009 SH115               | 27 ottobre 2005   | Mount Lemmon Survey                 |
| 648269 | 2009 SV116               | 12 febbraio 2004  | Spacewatch                          |
| 648270 | 2009 SR119               | 22 ottobre 2005   | Spacewatch                          |
| 648271 | 2009 SE121               | 18 settembre 2009 | Spacewatch                          |
| 648272 | 2009 SX122               | 10 marzo 2007     | Mount Lemmon Survey                 |
| 648273 | 2009 SA123               | 18 settembre 2009 | Spacewatch                          |
| 648274 | 2009 SP123               | 18 settembre 2009 | Spacewatch                          |
| 648275 | 2009 SN127               | 18 settembre 2009 | Spacewatch                          |
| 648276 | 2009 ST129               | 18 settembre 2009 | Spacewatch                          |
| 648277 | 2009 SA132               | 18 settembre 2009 | Spacewatch                          |
| 648278 | 2009 SH132               | 18 settembre 2009 | Spacewatch                          |
| 648279 | 2009 SP135               | 18 settembre 2009 | Spacewatch                          |
| 648280 | 2009 SQ138               | 7 aprile 2007     | Mount Lemmon Survey                 |
| 648281 | 2009 SQ141               | 19 settembre 2009 | Spacewatch                          |
| 648282 | 2009 SJ142               | 19 settembre 2009 | Mount Lemmon Survey                 |
| 648283 | 2009 SF144               | 19 settembre 2009 | Spacewatch                          |
| 648284 | 2009 SG145               | 28 agosto 2009    | Spacewatch                          |
| 648285 | 2009 SH147               | 19 settembre 2009 | Mount Lemmon Survey                 |
| 648286 | 2009 SJ147               | 19 settembre 2009 | Mount Lemmon Survey                 |
| 648287 | 2009 SH150               | 20 settembre 2009 | Spacewatch                          |
| 648288 | 2009 SX150               | 20 settembre 2009 | Spacewatch                          |
| 648289 | 2009 SA154               | 20 settembre 2009 | Spacewatch                          |
| 648290 | 2009 SF161               | 2 agosto 2009     | SSS                                 |
| 648291 | 2009 SS162               | 12 ottobre 2004   | K. Černis, J. Zdanavičius           |
| 648292 | 2009 SM168               | 20 settembre 2009 | Mount Lemmon Survey                 |
| 648293 | 2009 SK173               | 18 settembre 2009 | Spacewatch                          |
| 648294 | 2009 SQ174               | 15 agosto 2009    | Spacewatch                          |
| 648295 | 2009 SO178               | 20 settembre 2009 | Mount Lemmon Survey                 |
| 648296 | 2009 SB179               | 17 febbraio 2007  | Spacewatch                          |
| 648297 | 2009 SX179               | 20 settembre 2009 | Mount Lemmon Survey                 |
| 648298 | 2009 SW181               | 21 settembre 2009 | Mount Lemmon Survey                 |
| 648299 | 2009 SV184               | 6 settembre 2008  | Mount Lemmon Survey                 |
| 648300 | 2009 SM185               | 21 settembre 2009 | Spacewatch                          |

## 648301–648400
| Nome   | Designazione provvisoria | Data di scoperta  | Scopritore                          |
| ------ | ------------------------ | ----------------- | ----------------------------------- |
| 648301 | 2009 SE188               | 21 settembre 2009 | Spacewatch                          |
| 648302 | 2009 SK188               | 27 dicembre 2006  | Mount Lemmon Survey                 |
| 648303 | 2009 SQ190               | 17 settembre 2003 | Spacewatch                          |
| 648304 | 2009 SB192               | 22 settembre 2009 | Spacewatch                          |
| 648305 | 2009 SF193               | 22 settembre 2009 | Spacewatch                          |
| 648306 | 2009 SA194               | 14 settembre 2009 | Spacewatch                          |
| 648307 | 2009 SG194               | 22 settembre 2009 | Spacewatch                          |
| 648308 | 2009 SY196               | 27 febbraio 2008  | Mount Lemmon Survey                 |
| 648309 | 2009 SN197               | 22 settembre 2009 | Spacewatch                          |
| 648310 | 2009 SK198               | 22 settembre 2009 | Spacewatch                          |
| 648311 | 2009 SC200               | 22 settembre 2009 | Spacewatch                          |
| 648312 | 2009 ST202               | 22 settembre 2009 | Spacewatch                          |
| 648313 | 2009 SK203               | 10 aprile 2003    | Spacewatch                          |
| 648314 | 2009 SX203               | 22 settembre 2009 | Spacewatch                          |
| 648315 | 2009 SQ217               | 10 febbraio 2007  | Mount Lemmon Survey                 |
| 648316 | 2009 SO219               | 24 settembre 2009 | Mount Lemmon Survey                 |
| 648317 | 2009 SA224               | 13 febbraio 2008  | Spacewatch                          |
| 648318 | 2009 SL225               | 17 agosto 2009    | Spacewatch                          |
| 648319 | 2009 SX231               | 1 novembre 2005   | Spacewatch                          |
| 648320 | 2009 SR232               | 25 febbraio 2007  | Mount Lemmon Survey                 |
| 648321 | 2009 SZ232               | 19 settembre 2009 | CSS                                 |
| 648322 | 2009 SE233               | 19 settembre 2009 | CSS                                 |
| 648323 | 2009 SF234               | 13 settembre 2002 | NEAT                                |
| 648324 | 2009 SU236               | 16 settembre 2009 | CSS                                 |
| 648325 | 2009 SN238               | 16 settembre 2009 | CSS                                 |
| 648326 | 2009 SQ239               | 31 ottobre 2005   | LONEOS                              |
| 648327 | 2009 SH241               | 18 settembre 2009 | CSS                                 |
| 648328 | 2009 SP245               | 17 agosto 2009    | SSS                                 |
| 648329 | 2009 SA247               | 18 settembre 2009 | Spacewatch                          |
| 648330 | 2009 SY247               | 21 settembre 2009 | Mount Lemmon Survey                 |
| 648331 | 2009 SF251               | 20 settembre 2009 | Spacewatch                          |
| 648332 | 2009 SA254               | 18 settembre 2009 | Spacewatch                          |
| 648333 | 2009 SA263               | 31 agosto 2000    | Spacewatch                          |
| 648334 | 2009 SS268               | 24 settembre 2009 | Spacewatch                          |
| 648335 | 2009 SJ270               | 24 settembre 2009 | Mount Lemmon Survey                 |
| 648336 | 2009 SH277               | 25 settembre 2009 | Spacewatch                          |
| 648337 | 2009 SL283               | 16 marzo 2007     | Spacewatch                          |
| 648338 | 2009 SE288               | 25 settembre 2009 | Spacewatch                          |
| 648339 | 2009 SN288               | 16 settembre 2009 | Spacewatch                          |
| 648340 | 2009 SW289               | 25 settembre 2009 | Spacewatch                          |
| 648341 | 2009 SK290               | 21 settembre 2009 | Spacewatch                          |
| 648342 | 2009 SC299               | 29 settembre 2009 | Mount Lemmon Survey                 |
| 648343 | 2009 SY307               | 17 settembre 2009 | Spacewatch                          |
| 648344 | 2009 SK310               | 25 ottobre 2005   | Mount Lemmon Survey                 |
| 648345 | 2009 SD313               | 4 aprile 2005     | Mount Lemmon Survey                 |
| 648346 | 2009 SY313               | 14 settembre 2009 | Spacewatch                          |
| 648347 | 2009 SW320               | 8 aprile 2003     | Spacewatch                          |
| 648348 | 2009 SP321               | 21 settembre 2009 | Spacewatch                          |
| 648349 | 2009 SA325               | 25 settembre 2009 | Spacewatch                          |
| 648350 | 2009 SA326               | 27 settembre 2009 | Mount Lemmon Survey                 |
| 648351 | 2009 SH330               | 18 agosto 2009    | Spacewatch                          |
| 648352 | 2009 SR330               | 4 dicembre 2005   | Spacewatch                          |
| 648353 | 2009 SF335               | 19 settembre 2009 | Spacewatch                          |
| 648354 | 2009 SA341               | 23 settembre 2009 | Mount Lemmon Survey                 |
| 648355 | 2009 SL341               | 25 settembre 2009 | Spacewatch                          |
| 648356 | 2009 SA347               | 26 settembre 2009 | Spacewatch                          |
| 648357 | 2009 SC361               | 15 settembre 2009 | Spacewatch                          |
| 648358 | 2009 SH361               | 29 settembre 2009 | Mount Lemmon Survey                 |
| 648359 | 2009 SX361               | 5 aprile 2008     | Mount Lemmon Survey                 |
| 648360 | 2009 ST366               | 19 settembre 2009 | PTF                                 |
| 648361 | 2009 SN367               | 1 aprile 2008     | Spacewatch                          |
| 648362 | 2009 SA370               | 21 settembre 2009 | Mount Lemmon Survey                 |
| 648363 | 2009 SV370               | 27 dicembre 2006  | Mount Lemmon Survey                 |
| 648364 | 2009 SE371               | 29 settembre 2009 | Mount Lemmon Survey                 |
| 648365 | 2009 SH372               | 29 settembre 2009 | Mount Lemmon Survey                 |
| 648366 | 2009 SR378               | 31 dicembre 2013  | Mount Lemmon Survey                 |
| 648367 | 2009 SH382               | 23 settembre 2009 | Mount Lemmon Survey                 |
| 648368 | 2009 SQ383               | 22 settembre 2009 | Spacewatch                          |
| 648369 | 2009 SH384               | 12 luglio 2013    | Pan-STARRS                          |
| 648370 | 2009 SJ385               | 20 settembre 2014 | Pan-STARRS                          |
| 648371 | 2009 SA386               | 13 luglio 2013    | Mount Lemmon Survey                 |
| 648372 | 2009 SD388               | 7 febbraio 2011   | Mount Lemmon Survey                 |
| 648373 | 2009 ST389               | 10 marzo 2011     | Mount Lemmon Survey                 |
| 648374 | 2009 SX396               | 19 settembre 2009 | Spacewatch                          |
| 648375 | 2009 SE397               | 30 settembre 2009 | Mount Lemmon Survey                 |
| 648376 | 2009 SC398               | 20 settembre 2009 | Spacewatch                          |
| 648377 | 2009 SV398               | 11 aprile 2003    | Spacewatch                          |
| 648378 | 2009 SF399               | 22 settembre 2009 | Mount Lemmon Survey                 |
| 648379 | 2009 SY400               | 17 settembre 2009 | Spacewatch                          |
| 648380 | 2009 SQ401               | 21 settembre 2009 | Spacewatch                          |
| 648381 | 2009 SY401               | 19 settembre 2009 | Spacewatch                          |
| 648382 | 2009 SR402               | 19 settembre 2009 | Spacewatch                          |
| 648383 | 2009 SO404               | 20 settembre 2009 | Spacewatch                          |
| 648384 | 2009 SL406               | 17 settembre 2009 | Spacewatch                          |
| 648385 | 2009 SJ409               | 28 settembre 2009 | Spacewatch                          |
| 648386 | 2009 SA412               | 17 settembre 2009 | Spacewatch                          |
| 648387 | 2009 SD415               | 21 settembre 2009 | Mount Lemmon Survey                 |
| 648388 | 2009 SH419               | 21 settembre 2009 | Mount Lemmon Survey                 |
| 648389 | 2009 SL419               | 21 settembre 2009 | Mount Lemmon Survey                 |
| 648390 | 2009 SW419               | 6 aprile 2002     | Spacewatch                          |
| 648391 | 2009 SE422               | 21 settembre 2009 | Mount Lemmon Survey                 |
| 648392 | 2009 SP424               | 21 settembre 2009 | Spacewatch                          |
| 648393 | 2009 SZ424               | 29 settembre 2009 | Mount Lemmon Survey                 |
| 648394 | 2009 SU425               | 16 settembre 2009 | Spacewatch                          |
| 648395 | 2009 TQ2                 | 29 agosto 2009    | Spacewatch                          |
| 648396 | 2009 TW11                | 14 ottobre 2009   | Osservatorio astronomico di Maiorca |
| 648397 | 2009 TV16                | 12 ottobre 2009   | R. A. Tucker                        |
| 648398 | 2009 TS19                | 11 ottobre 2009   | Mount Lemmon Survey                 |
| 648399 | 2009 TR24                | 27 settembre 2009 | Spacewatch                          |
| 648400 | 2009 TS30                | 15 ottobre 2009   | Mount Lemmon Survey                 |

## 648401–648500
| Nome   | Designazione provvisoria | Data di scoperta  | Scopritore                          |
| ------ | ------------------------ | ----------------- | ----------------------------------- |
| 648401 | 2009 TT30                | 15 ottobre 2009   | Mount Lemmon Survey                 |
| 648402 | 2009 TJ34                | 27 settembre 2009 | CSS                                 |
| 648403 | 2009 TN38                | 10 novembre 2005  | CSS                                 |
| 648404 | 2009 TP38                | 25 settembre 2009 | CSS                                 |
| 648405 | 2009 TO39                | 13 agosto 2002    | LONEOS                              |
| 648406 | 2009 TY40                | 15 ottobre 2009   | Osservatorio astronomico di Maiorca |
| 648407 | 2009 TG44                | 14 ottobre 2009   | Spacewatch                          |
| 648408 | 2009 TZ51                | 23 gennaio 2014   | Mount Lemmon Survey                 |
| 648409 | 2009 TD52                | 10 febbraio 2014  | Mount Lemmon Survey                 |
| 648410 | 2009 TG54                | 14 ottobre 2009   | Mount Lemmon Survey                 |
| 648411 | 2009 UB6                 | 16 ottobre 2009   | Mount Lemmon Survey                 |
| 648412 | 2009 UK6                 | 20 novembre 2006  | Spacewatch                          |
| 648413 | 2009 UT6                 | 28 settembre 2000 | Spacewatch                          |
| 648414 | 2009 UV6                 | 16 ottobre 2009   | Mount Lemmon Survey                 |
| 648415 | 2009 UW8                 | 16 ottobre 2009   | Mount Lemmon Survey                 |
| 648416 | 2009 UB10                | 16 ottobre 2009   | CSS                                 |
| 648417 | 2009 UP12                | 17 settembre 2009 | Mount Lemmon Survey                 |
| 648418 | 2009 UH13                | 18 ottobre 2009   | Spacewatch                          |
| 648419 | 2009 UZ23                | 14 settembre 2009 | Spacewatch                          |
| 648420 | 2009 UL26                | 21 ottobre 2009   | CSS                                 |
| 648421 | 2009 US30                | 18 ottobre 2009   | Mount Lemmon Survey                 |
| 648422 | 2009 UZ30                | 18 ottobre 2009   | Mount Lemmon Survey                 |
| 648423 | 2009 UX31                | 6 maggio 2008     | Mount Lemmon Survey                 |
| 648424 | 2009 UZ31                | 18 ottobre 2009   | Mount Lemmon Survey                 |
| 648425 | 2009 UK35                | 21 settembre 2009 | Mount Lemmon Survey                 |
| 648426 | 2009 UK39                | 22 ottobre 2009   | Mount Lemmon Survey                 |
| 648427 | 2009 UB44                | 15 agosto 2004    | Cerro Tololo Obs.                   |
| 648428 | 2009 UF45                | 18 ottobre 2009   | Mount Lemmon Survey                 |
| 648429 | 2009 US46                | 7 novembre 2002   | Kitt Peak Obs.                      |
| 648430 | 2009 UM56                | 23 ottobre 2009   | Mount Lemmon Survey                 |
| 648431 | 2009 UO56                | 23 ottobre 2009   | Mount Lemmon Survey                 |
| 648432 | 2009 UA59                | 19 aprile 2007    | Mount Lemmon Survey                 |
| 648433 | 2009 UQ59                | 27 settembre 2009 | Mount Lemmon Survey                 |
| 648434 | 2009 UJ63                | 17 ottobre 2009   | Mount Lemmon Survey                 |
| 648435 | 2009 UV66                | 29 settembre 2009 | Mount Lemmon Survey                 |
| 648436 | 2009 UV68                | 30 settembre 2005 | Mount Lemmon Survey                 |
| 648437 | 2009 UN72                | 28 settembre 2009 | CSS                                 |
| 648438 | 2009 UN73                | 31 marzo 2008     | Mount Lemmon Survey                 |
| 648439 | 2009 UP75                | 22 settembre 2009 | Spacewatch                          |
| 648440 | 2009 UZ76                | 14 settembre 2009 | Spacewatch                          |
| 648441 | 2009 UU79                | 22 ottobre 2009   | Mount Lemmon Survey                 |
| 648442 | 2009 UJ80                | 19 settembre 2009 | Spacewatch                          |
| 648443 | 2009 UJ84                | 21 dicembre 2006  | Spacewatch                          |
| 648444 | 2009 UN89                | 27 ottobre 2009   | K. Nishiyama, T. Sakamoto           |
| 648445 | 2009 UW90                | 16 ottobre 2009   | CSS                                 |
| 648446 | 2009 UW95                | 22 ottobre 2009   | Mount Lemmon Survey                 |
| 648447 | 2009 UP98                | 6 aprile 2008     | Spacewatch                          |
| 648448 | 2009 UF100               | 23 ottobre 2009   | Mount Lemmon Survey                 |
| 648449 | 2009 UH100               | 23 ottobre 2009   | Mount Lemmon Survey                 |
| 648450 | 2009 UP100               | 23 ottobre 2009   | Mount Lemmon Survey                 |
| 648451 | 2009 UP107               | 22 ottobre 2009   | Mount Lemmon Survey                 |
| 648452 | 2009 UR108               | 23 ottobre 2009   | Spacewatch                          |
| 648453 | 2009 UK112               | 5 settembre 2000  | SDSS Collaboration                  |
| 648454 | 2009 UR113               | 30 marzo 2003     | M. W. Buie, A. B. Jordan            |
| 648455 | 2009 UH114               | 16 settembre 2009 | Spacewatch                          |
| 648456 | 2009 UG120               | 18 settembre 2009 | Spacewatch                          |
| 648457 | 2009 UA125               | 26 ottobre 2009   | Mount Lemmon Survey                 |
| 648458 | 2009 UL126               | 6 settembre 2008  | Spacewatch                          |
| 648459 | 2009 UP129               | 12 ottobre 2009   | Mount Lemmon Survey                 |
| 648460 | 2009 UC132               | 16 ottobre 2009   | CSS                                 |
| 648461 | 2009 UM138               | 6 aprile 2008     | Mount Lemmon Survey                 |
| 648462 | 2009 UZ142               | 18 ottobre 2009   | Mount Lemmon Survey                 |
| 648463 | 2009 UD144               | 11 marzo 2007     | Mount Lemmon Survey                 |
| 648464 | 2009 UZ144               | 16 ottobre 2009   | CSS                                 |
| 648465 | 2009 UB145               | 3 settembre 2002  | NEAT                                |
| 648466 | 2009 UZ158               | 30 ottobre 2005   | Mount Lemmon Survey                 |
| 648467 | 2009 UD159               | 18 settembre 2009 | Spacewatch                          |
| 648468 | 2009 UE159               | 28 gennaio 2015   | Pan-STARRS                          |
| 648469 | 2009 UX159               | 18 ottobre 2009   | Mount Lemmon Survey                 |
| 648470 | 2009 UY159               | 16 novembre 2006  | Mount Lemmon Survey                 |
| 648471 | 2009 UD169               | 26 novembre 2014  | Pan-STARRS                          |
| 648472 | 2009 UV173               | 18 ottobre 2009   | Mount Lemmon Survey                 |
| 648473 | 2009 UA174               | 16 ottobre 2009   | Mount Lemmon Survey                 |
| 648474 | 2009 UC174               | 24 ottobre 2009   | Spacewatch                          |
| 648475 | 2009 UT174               | 25 ottobre 2009   | Spacewatch                          |
| 648476 | 2009 UY174               | 16 ottobre 2009   | Mount Lemmon Survey                 |
| 648477 | 2009 UY175               | 23 ottobre 2009   | Mount Lemmon Survey                 |
| 648478 | 2009 UJ177               | 11 ottobre 2002   | NEAT                                |
| 648479 | 2009 UN178               | 26 ottobre 2009   | Mount Lemmon Survey                 |
| 648480 | 2009 UU180               | 22 ottobre 2009   | Mount Lemmon Survey                 |
| 648481 | 2009 UV184               | 22 ottobre 2009   | Mount Lemmon Survey                 |
| 648482 | 2009 UD185               | 23 ottobre 2009   | Mount Lemmon Survey                 |
| 648483 | 2009 UB187               | 16 ottobre 2009   | Mount Lemmon Survey                 |
| 648484 | 2009 UG189               | 27 ottobre 2009   | Mount Lemmon Survey                 |
| 648485 | 2009 UT189               | 24 ottobre 2009   | Spacewatch                          |
| 648486 | 2009 VK4                 | 24 ottobre 2009   | Spacewatch                          |
| 648487 | 2009 VT5                 | 8 novembre 2009   | Mount Lemmon Survey                 |
| 648488 | 2009 VW5                 | 8 novembre 2009   | Mount Lemmon Survey                 |
| 648489 | 2009 VF10                | 8 novembre 2009   | Spacewatch                          |
| 648490 | 2009 VP13                | 26 marzo 2008     | Mount Lemmon Survey                 |
| 648491 | 2009 VD14                | 29 settembre 2008 | Spacewatch                          |
| 648492 | 2009 VN14                | 8 novembre 2009   | Mount Lemmon Survey                 |
| 648493 | 2009 VC24                | 7 ottobre 2004    | Spacewatch                          |
| 648494 | 2009 VG29                | 8 agosto 2004     | NEAT                                |
| 648495 | 2009 VO30                | 9 novembre 2009   | Mount Lemmon Survey                 |
| 648496 | 2009 VA31                | 9 novembre 2009   | Mount Lemmon Survey                 |
| 648497 | 2009 VC32                | 28 gennaio 2007   | Mount Lemmon Survey                 |
| 648498 | 2009 VE32                | 22 settembre 2009 | Mount Lemmon Survey                 |
| 648499 | 2009 VX32                | 9 novembre 2009   | Mount Lemmon Survey                 |
| 648500 | 2009 VG34                | 24 ottobre 2009   | Spacewatch                          |

## 648501–648600
| Nome   | Designazione provvisoria | Data di scoperta  | Scopritore                          |
| ------ | ------------------------ | ----------------- | ----------------------------------- |
| 648501 | 2009 VA36                | 10 novembre 2009  | Mount Lemmon Survey                 |
| 648502 | 2009 VT37                | 8 novembre 2009   | Mount Lemmon Survey                 |
| 648503 | 2009 VQ38                | 23 settembre 2009 | Mount Lemmon Survey                 |
| 648504 | 2009 VZ53                | 5 settembre 2008  | Spacewatch                          |
| 648505 | 2009 VS55                | 11 novembre 2009  | Spacewatch                          |
| 648506 | 2009 VX55                | 21 settembre 2009 | Spacewatch                          |
| 648507 | 2009 VY55                | 27 settembre 2009 | Spacewatch                          |
| 648508 | 2009 VF59                | 22 settembre 2009 | Mount Lemmon Survey                 |
| 648509 | 2009 VO62                | 8 novembre 2009   | Spacewatch                          |
| 648510 | 2009 VY64                | 21 settembre 2009 | Mount Lemmon Survey                 |
| 648511 | 2009 VK84                | 9 novembre 2009   | Spacewatch                          |
| 648512 | 2009 VE86                | 29 aprile 2008    | Mount Lemmon Survey                 |
| 648513 | 2009 VO87                | 10 novembre 2009  | Spacewatch                          |
| 648514 | 2009 VZ97                | 9 novembre 2009   | Mount Lemmon Survey                 |
| 648515 | 2009 VJ107               | 22 settembre 2009 | Mount Lemmon Survey                 |
| 648516 | 2009 VL107               | 24 ottobre 2009   | Spacewatch                          |
| 648517 | 2009 VY107               | 8 novembre 2009   | Mount Lemmon Survey                 |
| 648518 | 2009 VX108               | 17 ottobre 1995   | Spacewatch                          |
| 648519 | 2009 VK109               | 18 settembre 2002 | NEAT                                |
| 648520 | 2009 VO109               | 22 febbraio 2007  | CSS                                 |
| 648521 | 2009 VL113               | 27 ottobre 2009   | Spacewatch                          |
| 648522 | 2009 VP117               | 17 ottobre 2009   | CSS                                 |
| 648523 | 2009 VX118               | 8 novembre 2009   | Mount Lemmon Survey                 |
| 648524 | 2009 VR121               | 10 novembre 2009  | Spacewatch                          |
| 648525 | 2009 VM122               | 10 novembre 2009  | CSS                                 |
| 648526 | 2009 VO122               | 10 novembre 2009  | Spacewatch                          |
| 648527 | 2009 VM124               | 9 novembre 2009   | Mount Lemmon Survey                 |
| 648528 | 2009 VO124               | 28 febbraio 2014  | Pan-STARRS                          |
| 648529 | 2009 VC127               | 9 novembre 2009   | Mount Lemmon Survey                 |
| 648530 | 2009 VV128               | 10 novembre 2009  | Spacewatch                          |
| 648531 | 2009 VF129               | 11 novembre 2009  | Spacewatch                          |
| 648532 | 2009 VH129               | 25 febbraio 2007  | Spacewatch                          |
| 648533 | 2009 VW129               | 11 novembre 2009  | Mount Lemmon Survey                 |
| 648534 | 2009 VS130               | 8 novembre 2009   | Mount Lemmon Survey                 |
| 648535 | 2009 VT131               | 8 novembre 2009   | Mount Lemmon Survey                 |
| 648536 | 2009 VX131               | 8 novembre 2009   | Mount Lemmon Survey                 |
| 648537 | 2009 WK2                 | 16 novembre 2009  | Mount Lemmon Survey                 |
| 648538 | 2009 WJ8                 | 1 ottobre 2008    | Mount Lemmon Survey                 |
| 648539 | 2009 WN12                | 21 febbraio 2007  | Spacewatch                          |
| 648540 | 2009 WH13                | 4 aprile 2008     | Spacewatch                          |
| 648541 | 2009 WJ14                | 16 novembre 2009  | Mount Lemmon Survey                 |
| 648542 | 2009 WZ17                | 17 novembre 2009  | Mount Lemmon Survey                 |
| 648543 | 2009 WY20                | 17 novembre 2009  | Mount Lemmon Survey                 |
| 648544 | 2009 WQ21                | 18 novembre 2009  | Mount Lemmon Survey                 |
| 648545 | 2009 WE30                | 26 ottobre 2009   | Spacewatch                          |
| 648546 | 2009 WU30                | 7 dicembre 2005   | Spacewatch                          |
| 648547 | 2009 WN33                | 7 aprile 2007     | Mount Lemmon Survey                 |
| 648548 | 2009 WF41                | 23 gennaio 2006   | Spacewatch                          |
| 648549 | 2009 WU42                | 20 aprile 2007    | Spacewatch                          |
| 648550 | 2009 WD46                | 22 settembre 2009 | Mount Lemmon Survey                 |
| 648551 | 2009 WK47                | 1 maggio 2003     | Spacewatch                          |
| 648552 | 2009 WV49                | 19 novembre 2009  | Mount Lemmon Survey                 |
| 648553 | 2009 WN50                | 19 novembre 2009  | Osservatorio astronomico di Maiorca |
| 648554 | 2009 WS54                | 11 ottobre 2009   | Mount Lemmon Survey                 |
| 648555 | 2009 WY57                | 16 novembre 2009  | Mount Lemmon Survey                 |
| 648556 | 2009 WJ58                | 22 ottobre 2009   | Mount Lemmon Survey                 |
| 648557 | 2009 WV60                | 16 novembre 2009  | Mount Lemmon Survey                 |
| 648558 | 2009 WM61                | 6 aprile 2002     | Cerro Tololo Obs.                   |
| 648559 | 2009 WT61                | 16 novembre 2009  | Mount Lemmon Survey                 |
| 648560 | 2009 WL63                | 13 febbraio 2007  | Mount Lemmon Survey                 |
| 648561 | 2009 WJ65                | 21 settembre 2009 | Mount Lemmon Survey                 |
| 648562 | 2009 WH66                | 17 novembre 2009  | Mount Lemmon Survey                 |
| 648563 | 2009 WO67                | 7 gennaio 2006    | Mount Lemmon Survey                 |
| 648564 | 2009 WT67                | 21 settembre 2008 | Spacewatch                          |
| 648565 | 2009 WV67                | 9 gennaio 2006    | Spacewatch                          |
| 648566 | 2009 WJ71                | 18 novembre 2009  | Spacewatch                          |
| 648567 | 2009 WF72                | 18 novembre 2009  | Spacewatch                          |
| 648568 | 2009 WW74                | 18 novembre 2009  | Spacewatch                          |
| 648569 | 2009 WD76                | 6 maggio 2008     | Mount Lemmon Survey                 |
| 648570 | 2009 WM77                | 12 settembre 2002 | NEAT                                |
| 648571 | 2009 WO81                | 27 agosto 2005    | NEAT                                |
| 648572 | 2009 WW90                | 19 novembre 2009  | Spacewatch                          |
| 648573 | 2009 WK91                | 19 novembre 2009  | Mount Lemmon Survey                 |
| 648574 | 2009 WN91                | 11 novembre 2009  | Spacewatch                          |
| 648575 | 2009 WT91                | 27 agosto 2005    | NEAT                                |
| 648576 | 2009 WE92                | 11 novembre 2009  | Spacewatch                          |
| 648577 | 2009 WF96                | 20 novembre 2009  | Mount Lemmon Survey                 |
| 648578 | 2009 WJ97                | 9 ottobre 2008    | Mount Lemmon Survey                 |
| 648579 | 2009 WM97                | 20 novembre 2009  | Mount Lemmon Survey                 |
| 648580 | 2009 WB101               | 28 settembre 2009 | Mount Lemmon Survey                 |
| 648581 | 2009 WR104               | 13 settembre 2004 | Spacewatch                          |
| 648582 | 2009 WE107               | 17 ottobre 2009   | Mount Lemmon Survey                 |
| 648583 | 2009 WF108               | 17 novembre 2009  | Mount Lemmon Survey                 |
| 648584 | 2009 WR110               | 17 novembre 2009  | Mount Lemmon Survey                 |
| 648585 | 2009 WM114               | 20 novembre 2000  | Spacewatch                          |
| 648586 | 2009 WQ115               | 22 ottobre 2009   | Mount Lemmon Survey                 |
| 648587 | 2009 WN121               | 22 ottobre 2009   | Mount Lemmon Survey                 |
| 648588 | 2009 WB122               | 8 novembre 2009   | Spacewatch                          |
| 648589 | 2009 WB124               | 20 novembre 2009  | Spacewatch                          |
| 648590 | 2009 WK124               | 20 novembre 2009  | Spacewatch                          |
| 648591 | 2009 WR129               | 27 ottobre 2009   | Spacewatch                          |
| 648592 | 2009 WX129               | 16 novembre 2009  | Spacewatch                          |
| 648593 | 2009 WN130               | 20 novembre 2009  | Mount Lemmon Survey                 |
| 648594 | 2009 WN133               | 22 novembre 2009  | Spacewatch                          |
| 648595 | 2009 WA135               | 27 ottobre 2009   | Mount Lemmon Survey                 |
| 648596 | 2009 WO137               | 16 novembre 2009  | Mount Lemmon Survey                 |
| 648597 | 2009 WP139               | 6 novembre 2005   | Spacewatch                          |
| 648598 | 2009 WD141               | 18 novembre 2009  | Mount Lemmon Survey                 |
| 648599 | 2009 WJ146               | 28 settembre 2009 | Mount Lemmon Survey                 |
| 648600 | 2009 WH147               | 12 ottobre 2009   | Mount Lemmon Survey                 |

## 648601–648700
| Nome   | Designazione provvisoria | Data di scoperta  | Scopritore                          |
| ------ | ------------------------ | ----------------- | ----------------------------------- |
| 648601 | 2009 WP148               | 7 gennaio 2006    | Spacewatch                          |
| 648602 | 2009 WQ148               | 14 ottobre 2009   | Mount Lemmon Survey                 |
| 648603 | 2009 WB149               | 19 novembre 2009  | Mount Lemmon Survey                 |
| 648604 | 2009 WK150               | 19 novembre 2009  | Mount Lemmon Survey                 |
| 648605 | 2009 WB151               | 12 ottobre 2009   | Mount Lemmon Survey                 |
| 648606 | 2009 WL151               | 19 novembre 2009  | Mount Lemmon Survey                 |
| 648607 | 2009 WC152               | 19 novembre 2009  | Mount Lemmon Survey                 |
| 648608 | 2009 WE153               | 26 gennaio 2003   | Spacewatch                          |
| 648609 | 2009 WT153               | 19 novembre 2009  | Mount Lemmon Survey                 |
| 648610 | 2009 WE154               | 14 gennaio 2007   | W. Bickel                           |
| 648611 | 2009 WV154               | 7 settembre 2008  | Mount Lemmon Survey                 |
| 648612 | 2009 WX155               | 9 marzo 2007      | Mount Lemmon Survey                 |
| 648613 | 2009 WZ155               | 20 novembre 2009  | Spacewatch                          |
| 648614 | 2009 WK163               | 8 novembre 2009   | Mount Lemmon Survey                 |
| 648615 | 2009 WS172               | 22 novembre 2009  | Mount Lemmon Survey                 |
| 648616 | 2009 WD182               | 23 novembre 2009  | Spacewatch                          |
| 648617 | 2009 WL182               | 23 novembre 2009  | Spacewatch                          |
| 648618 | 2009 WQ184               | 27 gennaio 2007   | Mount Lemmon Survey                 |
| 648619 | 2009 WL187               | 9 novembre 2009   | Spacewatch                          |
| 648620 | 2009 WL190               | 23 agosto 2007    | Spacewatch                          |
| 648621 | 2009 WK191               | 25 agosto 2004    | Spacewatch                          |
| 648622 | 2009 WF192               | 24 novembre 2009  | Mount Lemmon Survey                 |
| 648623 | 2009 WJ192               | 24 novembre 2009  | Mount Lemmon Survey                 |
| 648624 | 2009 WC196               | 4 febbraio 2006   | Spacewatch                          |
| 648625 | 2009 WD196               | 20 marzo 2007     | Mount Lemmon Survey                 |
| 648626 | 2009 WZ203               | 30 settembre 2009 | Mount Lemmon Survey                 |
| 648627 | 2009 WD207               | 17 novembre 2009  | Spacewatch                          |
| 648628 | 2009 WC214               | 19 novembre 2009  | CSS                                 |
| 648629 | 2009 WN214               | 6 maggio 2003     | Spacewatch                          |
| 648630 | 2009 WH215               | 23 novembre 2009  | CSS                                 |
| 648631 | 2009 WO216               | 20 ottobre 2003   | NEAT                                |
| 648632 | 2009 WV218               | 15 settembre 2009 | Spacewatch                          |
| 648633 | 2009 WY218               | 22 settembre 2009 | Mount Lemmon Survey                 |
| 648634 | 2009 WR220               | 18 settembre 2009 | Mount Lemmon Survey                 |
| 648635 | 2009 WS221               | 22 ottobre 2009   | Mount Lemmon Survey                 |
| 648636 | 2009 WQ226               | 17 novembre 2009  | Mount Lemmon Survey                 |
| 648637 | 2009 WM227               | 17 novembre 2009  | Mount Lemmon Survey                 |
| 648638 | 2009 WK230               | 17 novembre 2009  | Mount Lemmon Survey                 |
| 648639 | 2009 WE232               | 12 ottobre 2009   | Mount Lemmon Survey                 |
| 648640 | 2009 WF232               | 29 aprile 2008    | Mount Lemmon Survey                 |
| 648641 | 2009 WP232               | 17 novembre 2009  | Mount Lemmon Survey                 |
| 648642 | 2009 WZ232               | 17 novembre 2009  | Mount Lemmon Survey                 |
| 648643 | 2009 WY233               | 10 gennaio 2007   | Mount Lemmon Survey                 |
| 648644 | 2009 WT238               | 29 ottobre 2005   | Mount Lemmon Survey                 |
| 648645 | 2009 WQ239               | 17 novembre 2009  | Spacewatch                          |
| 648646 | 2009 WX239               | 5 luglio 2000     | Spacewatch                          |
| 648647 | 2009 WX240               | 10 maggio 2003    | Spacewatch                          |
| 648648 | 2009 WL241               | 18 novembre 2009  | Mount Lemmon Survey                 |
| 648649 | 2009 WM246               | 24 novembre 2009  | Spacewatch                          |
| 648650 | 2009 WP246               | 24 novembre 2009  | Spacewatch                          |
| 648651 | 2009 WO248               | 17 novembre 2009  | Mount Lemmon Survey                 |
| 648652 | 2009 WR248               | 15 luglio 2005    | Spacewatch                          |
| 648653 | 2009 WS252               | 26 novembre 2009  | Mount Lemmon Survey                 |
| 648654 | 2009 WK256               | 21 ottobre 1995   | Spacewatch                          |
| 648655 | 2009 WQ256               | 16 ottobre 2009   | Mount Lemmon Survey                 |
| 648656 | 2009 WC257               | 6 luglio 2005     | Spacewatch                          |
| 648657 | 2009 WG266               | 22 ottobre 2009   | Mount Lemmon Survey                 |
| 648658 | 2009 WR266               | 23 novembre 2009  | Mount Lemmon Survey                 |
| 648659 | 2009 WU271               | 25 novembre 2009  | Mount Lemmon Survey                 |
| 648660 | 2009 WS272               | 15 aprile 2012    | Pan-STARRS                          |
| 648661 | 2009 WM278               | 6 ottobre 2012    | Pan-STARRS                          |
| 648662 | 2009 WD281               | 18 marzo 2018     | Pan-STARRS                          |
| 648663 | 2009 WJ281               | 25 ottobre 2009   | Spacewatch                          |
| 648664 | 2009 WF287               | 5 febbraio 2011   | Pan-STARRS                          |
| 648665 | 2009 WL288               | 17 novembre 2009  | Spacewatch                          |
| 648666 | 2009 WQ288               | 25 novembre 2009  | Spacewatch                          |
| 648667 | 2009 WY288               | 24 novembre 2009  | Mount Lemmon Survey                 |
| 648668 | 2009 WU290               | 24 novembre 2009  | Mount Lemmon Survey                 |
| 648669 | 2009 WZ293               | 18 novembre 2009  | Spacewatch                          |
| 648670 | 2009 WU294               | 18 novembre 2009  | Spacewatch                          |
| 648671 | 2009 WO295               | 21 novembre 2009  | Spacewatch                          |
| 648672 | 2009 WB299               | 16 novembre 2009  | Mount Lemmon Survey                 |
| 648673 | 2009 WA301               | 24 novembre 2009  | Spacewatch                          |
| 648674 | 2009 XP                  | 8 dicembre 2009   | Osservatorio astronomico di Maiorca |
| 648675 | 2009 XK5                 | 10 dicembre 2009  | Mount Lemmon Survey                 |
| 648676 | 2009 XY10                | 10 dicembre 2009  | Mount Lemmon Survey                 |
| 648677 | 2009 XX11                | 8 ottobre 2008    | Spacewatch                          |
| 648678 | 2009 XC13                | 26 agosto 2005    | NEAT                                |
| 648679 | 2009 XZ14                | 15 dicembre 2009  | CSS                                 |
| 648680 | 2009 XB18                | 15 dicembre 2009  | Mount Lemmon Survey                 |
| 648681 | 2009 XS21                | 21 novembre 2009  | CSS                                 |
| 648682 | 2009 XX25                | 28 gennaio 2007   | Spacewatch                          |
| 648683 | 2009 XV27                | 20 gennaio 2015   | Pan-STARRS                          |
| 648684 | 2009 XA29                | 15 dicembre 2009  | Mount Lemmon Survey                 |
| 648685 | 2009 XA30                | 10 dicembre 2009  | Mount Lemmon Survey                 |
| 648686 | 2009 YD2                 | 25 febbraio 2006  | Mount Lemmon Survey                 |
| 648687 | 2009 YJ3                 | 17 dicembre 2009  | Spacewatch                          |
| 648688 | 2009 YL9                 | 17 dicembre 2009  | Mount Lemmon Survey                 |
| 648689 | 2009 YS9                 | 17 dicembre 2009  | Mount Lemmon Survey                 |
| 648690 | 2009 YP10                | 6 luglio 2005     | SSS                                 |
| 648691 | 2009 YU18                | 28 dicembre 2009  | Modra Obs.                          |
| 648692 | 2009 YQ19                | 25 dicembre 2009  | Spacewatch                          |
| 648693 | 2009 YX20                | 29 settembre 2003 | LONEOS                              |
| 648694 | 2009 YP26                | 31 ottobre 2005   | Mount Lemmon Survey                 |
| 648695 | 2009 YC32                | 18 dicembre 2009  | Spacewatch                          |
| 648696 | 2009 YE32                | 19 dicembre 2009  | Mount Lemmon Survey                 |
| 648697 | 2009 YF34                | 27 dicembre 2009  | Spacewatch                          |
| 648698 | 2010 AS18                | 7 febbraio 2002   | NEAT                                |
| 648699 | 2010 AK29                | 31 ottobre 2005   | Osservatorio di Mauna Kea           |
| 648700 | 2010 AC33                | 7 gennaio 2010    | Spacewatch                          |

## 648701–648800
| Nome             | Designazione provvisoria | Data di scoperta  | Scopritore                |
| ---------------- | ------------------------ | ----------------- | ------------------------- |
| 648701           | 2010 AO33                | 7 gennaio 2010    | Spacewatch                |
| 648702           | 2010 AT33                | 7 gennaio 2010    | Spacewatch                |
| 648703           | 2010 AR46                | 29 luglio 2008    | Mount Lemmon Survey       |
| 648704           | 2010 AK63                | 8 gennaio 2010    | Mount Lemmon Survey       |
| 648705           | 2010 AP72                | 13 gennaio 2010   | Mount Lemmon Survey       |
| 648706           | 2010 AP73                | 2 dicembre 2005   | Spacewatch                |
| 648707           | 2010 AF159               | 20 gennaio 2015   | Pan-STARRS                |
| 648708           | 2010 AZ160               | 10 novembre 2016  | Pan-STARRS                |
| 648709 Angissimo | 2010 BV4                 | 24 gennaio 2010   | J.-C. Merlin              |
| 648710           | 2010 BW144               | 26 aprile 2017    | Pan-STARRS                |
| 648711           | 2010 CV1                 | 15 gennaio 2010   | CSS                       |
| 648712           | 2010 CU26                | 9 febbraio 2010   | Mount Lemmon Survey       |
| 648713           | 2010 CR32                | 3 settembre 2008  | Spacewatch                |
| 648714           | 2010 CD35                | 10 febbraio 2010  | Spacewatch                |
| 648715           | 2010 CX36                | 9 febbraio 2010   | Mount Lemmon Survey       |
| 648716           | 2010 CJ64                | 19 luglio 2007    | Mount Lemmon Survey       |
| 648717           | 2010 CM67                | 19 agosto 2001    | Cerro Tololo Obs.         |
| 648718           | 2010 CG74                | 19 novembre 2008  | Mount Lemmon Survey       |
| 648719           | 2010 CD76                | 4 gennaio 2003    | Spacewatch                |
| 648720           | 2010 CO79                | 13 febbraio 2010  | Mount Lemmon Survey       |
| 648721           | 2010 CS83                | 12 agosto 2004    | Osservatorio di Mauna Kea |
| 648722           | 2010 CS85                | 26 gennaio 2001   | Spacewatch                |
| 648723           | 2010 CU89                | 14 febbraio 2010  | Mount Lemmon Survey       |
| 648724           | 2010 CU90                | 11 dicembre 2004  | Spacewatch                |
| 648725           | 2010 CC92                | 14 febbraio 2010  | Mount Lemmon Survey       |
| 648726           | 2010 CB99                | 14 febbraio 2010  | Spacewatch                |
| 648727           | 2010 CZ99                | 14 febbraio 2010  | Mount Lemmon Survey       |
| 648728           | 2010 CX100               | 14 febbraio 2010  | Mount Lemmon Survey       |
| 648729           | 2010 CX101               | 14 febbraio 2010  | Mount Lemmon Survey       |
| 648730           | 2010 CE110               | 14 febbraio 2010  | Mount Lemmon Survey       |
| 648731           | 2010 CS110               | 14 febbraio 2010  | Mount Lemmon Survey       |
| 648732           | 2010 CT112               | 14 febbraio 2010  | Mount Lemmon Survey       |
| 648733           | 2010 CM114               | 24 settembre 2008 | Mount Lemmon Survey       |
| 648734           | 2010 CH115               | 14 febbraio 2010  | Mount Lemmon Survey       |
| 648735           | 2010 CW117               | 4 settembre 2008  | Spacewatch                |
| 648736           | 2010 CE118               | 7 gennaio 2010    | Spacewatch                |
| 648737           | 2010 CC119               | 8 gennaio 2010    | Spacewatch                |
| 648738           | 2010 CN121               | 15 febbraio 2010  | Spacewatch                |
| 648739           | 2010 CN125               | 15 febbraio 2010  | Spacewatch                |
| 648740           | 2010 CZ126               | 15 febbraio 2010  | Mount Lemmon Survey       |
| 648741           | 2010 CB127               | 20 settembre 2001 | Spacewatch                |
| 648742           | 2010 CV157               | 15 febbraio 2010  | Spacewatch                |
| 648743           | 2010 CC167               | 14 febbraio 2010  | Mount Lemmon Survey       |
| 648744           | 2010 CZ168               | 15 dicembre 2009  | Mount Lemmon Survey       |
| 648745           | 2010 CL169               | 5 marzo 2002      | SDSS Collaboration        |
| 648746           | 2010 CD172               | 15 febbraio 2010  | Spacewatch                |
| 648747           | 2010 CY173               | 10 ottobre 2008   | Mount Lemmon Survey       |
| 648748           | 2010 CT174               | 9 febbraio 2010   | Spacewatch                |
| 648749           | 2010 CT175               | 9 febbraio 2010   | Mount Lemmon Survey       |
| 648750           | 2010 CY184               | 17 febbraio 2010  | Mount Lemmon Survey       |
| 648751           | 2010 CD253               | 24 luglio 2015    | Pan-STARRS                |
| 648752           | 2010 CW265               | 1 ottobre 2013    | Mount Lemmon Survey       |
| 648753           | 2010 CQ273               | 28 novembre 1994  | Spacewatch                |
| 648754           | 2010 CC277               | 1 aprile 2011     | Mount Lemmon Survey       |
| 648755           | 2010 DL3                 | 16 febbraio 2010  | Spacewatch                |
| 648756           | 2010 DF5                 | 16 febbraio 2010  | Mount Lemmon Survey       |
| 648757           | 2010 DB9                 | 16 febbraio 2010  | Mount Lemmon Survey       |
| 648758           | 2010 DT36                | 6 settembre 2008  | Spacewatch                |
| 648759           | 2010 DD37                | 8 ottobre 2008    | CSS                       |
| 648760           | 2010 DP44                | 17 febbraio 2010  | Spacewatch                |
| 648761           | 2010 DT44                | 17 febbraio 2010  | Spacewatch                |
| 648762           | 2010 DP74                | 19 febbraio 2010  | Mount Lemmon Survey       |
| 648763           | 2010 DR74                | 6 dicembre 2005   | Spacewatch                |
| 648764           | 2010 DN91                | 4 ottobre 2018    | Pan-STARRS 2              |
| 648765           | 2010 DP99                | 4 settembre 2011  | Pan-STARRS                |
| 648766           | 2010 DU103               | 21 ottobre 2006   | Spacewatch                |
| 648767           | 2010 DY114               | 16 febbraio 2010  | Mount Lemmon Survey       |
| 648768           | 2010 EH35                | 1 febbraio 2003   | Spacewatch                |
| 648769           | 2010 EP44                | 12 marzo 2010     | L. A. Molnar              |
| 648770           | 2010 EQ72                | 13 marzo 2010     | Mount Lemmon Survey       |
| 648771           | 2010 EY73                | 29 settembre 2008 | Spacewatch                |
| 648772           | 2010 EG84                | 13 marzo 2010     | Spacewatch                |
| 648773           | 2010 ER95                | 14 marzo 2010     | Mount Lemmon Survey       |
| 648774           | 2010 EK120               | 13 febbraio 2010  | Mount Lemmon Survey       |
| 648775           | 2010 EP128               | 12 marzo 2010     | Spacewatch                |
| 648776           | 2010 EF131               | 26 dicembre 2005  | Spacewatch                |
| 648777           | 2010 EH133               | 11 marzo 2005     | Spacewatch                |
| 648778           | 2010 EV183               | 25 gennaio 2015   | Pan-STARRS                |
| 648779           | 2010 FG2                 | 16 marzo 2010     | Mount Lemmon Survey       |
| 648780           | 2010 FM11                | 16 marzo 2010     | Spacewatch                |
| 648781           | 2010 FG12                | 16 marzo 2010     | Spacewatch                |
| 648782           | 2010 FM14                | 10 agosto 2007    | Spacewatch                |
| 648783           | 2010 FC16                | 11 settembre 2007 | Mount Lemmon Survey       |
| 648784           | 2010 FD17                | 18 marzo 2010     | Spacewatch                |
| 648785           | 2010 FJ19                | 18 marzo 2010     | Spacewatch                |
| 648786           | 2010 FB26                | 19 marzo 2010     | Mount Lemmon Survey       |
| 648787           | 2010 FP28                | 26 marzo 2006     | Spacewatch                |
| 648788           | 2010 FJ29                | 6 gennaio 2006    | Spacewatch                |
| 648789           | 2010 FD94                | 13 settembre 2007 | Spacewatch                |
| 648790           | 2010 FZ97                | 18 marzo 2010     | Mount Lemmon Survey       |
| 648791           | 2010 FN99                | 1 ottobre 2005    | Mount Lemmon Survey       |
| 648792           | 2010 FP126               | 20 settembre 2011 | Pan-STARRS                |
| 648793           | 2010 FJ138               | 26 settembre 2012 | Mount Lemmon Survey       |
| 648794           | 2010 FR144               | 18 marzo 2010     | Mount Lemmon Survey       |
| 648795           | 2010 FS144               | 19 marzo 2010     | Spacewatch                |
| 648796           | 2010 GQ34                | 17 febbraio 2010  | Spacewatch                |
| 648797           | 2010 GH91                | 13 aprile 2010    | WISE                      |
| 648798           | 2010 GF100               | 4 aprile 2010     | Spacewatch                |
| 648799           | 2010 GR106               | 31 gennaio 2006   | Spacewatch                |
| 648800           | 2010 GL109               | 11 settembre 2007 | Mount Lemmon Survey       |

## 648801–648900
| Nome   | Designazione provvisoria | Data di scoperta  | Scopritore                          |
| ------ | ------------------------ | ----------------- | ----------------------------------- |
| 648801 | 2010 GV109               | 31 marzo 2003     | Spacewatch                          |
| 648802 | 2010 GX110               | 9 aprile 2010     | Spacewatch                          |
| 648803 | 2010 GM123               | 14 aprile 2010    | Spacewatch                          |
| 648804 | 2010 GU123               | 14 aprile 2010    | Mount Lemmon Survey                 |
| 648805 | 2010 GG142               | 12 marzo 2010     | Spacewatch                          |
| 648806 | 2010 GN155               | 3 dicembre 2015   | Pan-STARRS                          |
| 648807 | 2010 GX179               | 23 ottobre 2013   | Spacewatch                          |
| 648808 | 2010 GD189               | 9 agosto 2016     | Pan-STARRS                          |
| 648809 | 2010 GQ206               | 14 aprile 2010    | Mount Lemmon Survey                 |
| 648810 | 2010 GM207               | 11 aprile 2010    | Spacewatch                          |
| 648811 | 2010 GS210               | 10 aprile 2010    | Mount Lemmon Survey                 |
| 648812 | 2010 GC212               | 15 aprile 2010    | Mount Lemmon Survey                 |
| 648813 | 2010 HO35                | 30 agosto 2005    | Spacewatch                          |
| 648814 | 2010 HC78                | 20 aprile 2010    | Mount Lemmon Survey                 |
| 648815 | 2010 HJ105               | 25 aprile 2010    | Spacewatch                          |
| 648816 | 2010 HV114               | 7 febbraio 2006   | Spacewatch                          |
| 648817 | 2010 HH118               | 16 dicembre 2015  | Mount Lemmon Survey                 |
| 648818 | 2010 HL125               | 4 febbraio 2005   | Spacewatch                          |
| 648819 | 2010 HT128               | 28 febbraio 2009  | Spacewatch                          |
| 648820 | 2010 HU129               | 19 marzo 2009     | Spacewatch                          |
| 648821 | 2010 JN29                | 10 aprile 2010    | Mount Lemmon Survey                 |
| 648822 | 2010 JJ33                | 24 ottobre 2008   | Mount Lemmon Survey                 |
| 648823 | 2010 JM40                | 7 ottobre 2005    | Osservatorio di Mauna Kea           |
| 648824 | 2010 JT44                | 2 febbraio 2006   | Spacewatch                          |
| 648825 | 2010 JU47                | 3 maggio 2010     | Spacewatch                          |
| 648826 | 2010 JR48                | 9 aprile 2010     | Mount Lemmon Survey                 |
| 648827 | 2010 JY119               | 12 novembre 2001  | SDSS Collaboration                  |
| 648828 | 2010 JJ156               | 4 novembre 2007   | Spacewatch                          |
| 648829 | 2010 JD157               | 11 maggio 2010    | Mount Lemmon Survey                 |
| 648830 | 2010 JM157               | 14 ottobre 2007   | Mount Lemmon Survey                 |
| 648831 | 2010 JT164               | 9 maggio 2010     | Mount Lemmon Survey                 |
| 648832 | 2010 JU164               | 25 settembre 2006 | Mount Lemmon Survey                 |
| 648833 | 2010 JL171               | 9 aprile 2010     | Spacewatch                          |
| 648834 | 2010 JX173               | 25 aprile 2015    | Pan-STARRS                          |
| 648835 | 2010 JZ173               | 20 maggio 2015    | CTIO-DECam                          |
| 648836 | 2010 JC176               | 14 maggio 2010    | Mount Lemmon Survey                 |
| 648837 | 2010 JE194               | 4 aprile 2014     | Pan-STARRS                          |
| 648838 | 2010 JH199               | 18 settembre 2003 | Spacewatch                          |
| 648839 | 2010 JA203               | 30 settembre 2005 | Mount Lemmon Survey                 |
| 648840 | 2010 JS210               | 20 ottobre 2012   | Pan-STARRS                          |
| 648841 | 2010 JO212               | 31 ottobre 2007   | Spacewatch                          |
| 648842 | 2010 KD130               | 20 ottobre 2007   | Mount Lemmon Survey                 |
| 648843 | 2010 KN133               | 8 marzo 2008      | Mount Lemmon Survey                 |
| 648844 | 2010 KU156               | 19 maggio 2010    | Spacewatch                          |
| 648845 | 2010 LK                  | 17 dicembre 2003  | Spacewatch                          |
| 648846 | 2010 LF106               | 4 luglio 2005     | Spacewatch                          |
| 648847 | 2010 LP108               | 13 gennaio 2008   | Spacewatch                          |
| 648848 | 2010 LC134               | 11 giugno 2010    | Mount Lemmon Survey                 |
| 648849 | 2010 LU135               | 22 giugno 2014    | Pan-STARRS                          |
| 648850 | 2010 LA151               | 3 maggio 2014     | Mount Lemmon Survey                 |
| 648851 | 2010 LJ159               | 15 giugno 2010    | Mount Lemmon Survey                 |
| 648852 | 2010 LS159               | 14 giugno 2010    | Mount Lemmon Survey                 |
| 648853 | 2010 MO                  | 16 settembre 2006 | CSS                                 |
| 648854 | 2010 MR1                 | 9 giugno 2010     | CSS                                 |
| 648855 | 2010 ME118               | 15 ottobre 2012   | Pan-STARRS                          |
| 648856 | 2010 MY131               | 20 gennaio 2015   | Pan-STARRS                          |
| 648857 | 2010 MX149               | 22 giugno 2010    | Mount Lemmon Survey                 |
| 648858 | 2010 ND4                 | 23 agosto 2003    | NEAT                                |
| 648859 | 2010 NL63                | 11 luglio 2010    | WISE                                |
| 648860 | 2010 NF104               | 16 maggio 2005    | NEAT                                |
| 648861 | 2010 NG105               | 12 luglio 2010    | WISE                                |
| 648862 | 2010 NH116               | 14 luglio 2010    | WISE                                |
| 648863 | 2010 NE118               | 29 ottobre 2005   | NEAT                                |
| 648864 | 2010 NM118               | 3 dicembre 2014   | Pan-STARRS                          |
| 648865 | 2010 NK124               | 15 dicembre 2017  | Mount Lemmon Survey                 |
| 648866 | 2010 NS130               | 13 ottobre 2017   | Mount Lemmon Survey                 |
| 648867 | 2010 NL140               | 14 aprile 2008    | Spacewatch                          |
| 648868 | 2010 NS148               | 8 luglio 2010     | Spacewatch                          |
| 648869 | 2010 OR126               | 11 novembre 2006  | Mount Lemmon Survey                 |
| 648870 | 2010 OB127               | 14 agosto 2002    | NEAT                                |
| 648871 | 2010 OE140               | 28 gennaio 2015   | Pan-STARRS                          |
| 648872 | 2010 OH153               | 16 settembre 2006 | CSS                                 |
| 648873 | 2010 PW22                | 8 agosto 2010     | C. Rinner, F. Kugel                 |
| 648874 | 2010 PD25                | 17 giugno 2010    | Mount Lemmon Survey                 |
| 648875 | 2010 PE60                | 10 agosto 2010    | Spacewatch                          |
| 648876 | 2010 PW64                | 10 agosto 2010    | Spacewatch                          |
| 648877 | 2010 PM66                | 4 gennaio 2001    | AMOS                                |
| 648878 | 2010 PA79                | 7 agosto 2010     | PMO NEO                             |
| 648879 | 2010 PU80                | 7 ottobre 2010    | CSS                                 |
| 648880 | 2010 QL                  | 16 agosto 2010    | Osservatorio astronomico di Maiorca |
| 648881 | 2010 QB3                 | 20 agosto 2010    | Spacewatch                          |
| 648882 | 2010 QN6                 | 19 agosto 2010    | Spacewatch                          |
| 648883 | 2010 RE3                 | 1 settembre 2010  | LINEAR                              |
| 648884 | 2010 RJ7                 | 2 settembre 2010  | Mount Lemmon Survey                 |
| 648885 | 2010 RD13                | 1 settembre 2010  | Mount Lemmon Survey                 |
| 648886 | 2010 RW17                | 13 agosto 2010    | Spacewatch                          |
| 648887 | 2010 RT20                | 9 maggio 2005     | M. W. Buie, L. H. Wasserman         |
| 648888 | 2010 RZ22                | 3 settembre 2010  | Mount Lemmon Survey                 |
| 648889 | 2010 RT33                | 28 agosto 2006    | Spacewatch                          |
| 648890 | 2010 RW35                | 2 settembre 2010  | Mount Lemmon Survey                 |
| 648891 | 2010 RK47                | 4 settembre 2010  | Spacewatch                          |
| 648892 | 2010 RD48                | 4 settembre 2010  | Spacewatch                          |
| 648893 | 2010 RA50                | 16 gennaio 2008   | Spacewatch                          |
| 648894 | 2010 RG65                | 16 ottobre 2006   | CSS                                 |
| 648895 | 2010 RC66                | 30 agosto 2005    | Spacewatch                          |
| 648896 | 2010 RG67                | 5 settembre 2010  | C. Rinner, F. Kugel                 |
| 648897 | 2010 RA70                | 23 agosto 2003    | NEAT                                |
| 648898 | 2010 RD74                | 17 ottobre 2006   | Spacewatch                          |
| 648899 | 2010 RT74                | 9 settembre 2010  | Osservatorio astronomico di Maiorca |
| 648900 | 2010 RD75                | 6 settembre 2010  | M. Emmerich, S. Melchert            |

## 648901–649000
| Nome   | Designazione provvisoria | Data di scoperta  | Scopritore                |
| ------ | ------------------------ | ----------------- | ------------------------- |
| 648901 | 2010 RY77                | 9 settembre 2010  | Spacewatch                |
| 648902 | 2010 RK100               | 10 settembre 2010 | Spacewatch                |
| 648903 | 2010 RV105               | 10 settembre 2010 | Spacewatch                |
| 648904 | 2010 RU107               | 12 novembre 2007  | Mount Lemmon Survey       |
| 648905 | 2010 RR110               | 9 febbraio 2005   | Spacewatch                |
| 648906 | 2010 RY110               | 11 settembre 2010 | Spacewatch                |
| 648907 | 2010 RP113               | 27 marzo 2009     | Mount Lemmon Survey       |
| 648908 | 2010 RD122               | 10 gennaio 2007   | Mount Lemmon Survey       |
| 648909 | 2010 RV124               | 21 agosto 2004    | SSS                       |
| 648910 | 2010 RW126               | 12 settembre 2010 | Spacewatch                |
| 648911 | 2010 RH128               | 14 settembre 2010 | Spacewatch                |
| 648912 | 2010 RR128               | 4 febbraio 2005   | Mount Lemmon Survey       |
| 648913 | 2010 RO142               | 11 ottobre 2006   | NEAT                      |
| 648914 | 2010 RK147               | 14 settembre 2010 | Spacewatch                |
| 648915 | 2010 RS150               | 15 settembre 2010 | Spacewatch                |
| 648916 | 2010 RW150               | 15 settembre 2010 | Spacewatch                |
| 648917 | 2010 RY150               | 10 marzo 2008     | Spacewatch                |
| 648918 | 2010 RD151               | 15 settembre 2010 | Spacewatch                |
| 648919 | 2010 RF152               | 15 settembre 2010 | Spacewatch                |
| 648920 | 2010 RE154               | 15 settembre 2010 | Spacewatch                |
| 648921 | 2010 RV154               | 27 settembre 2006 | Spacewatch                |
| 648922 | 2010 RU161               | 16 novembre 2006  | CSS                       |
| 648923 | 2010 RE172               | 4 settembre 2010  | Spacewatch                |
| 648924 | 2010 RU177               | 11 settembre 2010 | Spacewatch                |
| 648925 | 2010 RP179               | 12 febbraio 2000  | SDSS Collaboration        |
| 648926 | 2010 RU181               | 11 settembre 2010 | Mount Lemmon Survey       |
| 648927 | 2010 RZ182               | 14 settembre 2010 | PTF                       |
| 648928 | 2010 RL183               | 8 settembre 2010  | Spacewatch                |
| 648929 | 2010 RO183               | 7 ottobre 2010    | CSS                       |
| 648930 | 2010 RP188               | 14 novembre 2006  | Spacewatch                |
| 648931 | 2010 RU188               | 2 settembre 2010  | Mount Lemmon Survey       |
| 648932 | 2010 RD189               | 2 settembre 2010  | Mount Lemmon Survey       |
| 648933 | 2010 RE190               | 27 settembre 2016 | A. Sodor                  |
| 648934 | 2010 RQ192               | 15 febbraio 2013  | Pan-STARRS                |
| 648935 | 2010 RC198               | 6 ottobre 2016    | Pan-STARRS                |
| 648936 | 2010 RS207               | 3 settembre 2010  | Mount Lemmon Survey       |
| 648937 | 2010 RY212               | 15 settembre 2007 | Mount Lemmon Survey       |
| 648938 | 2010 RJ218               | 2 settembre 2010  | Mount Lemmon Survey       |
| 648939 | 2010 SX7                 | 13 marzo 2008     | Mount Lemmon Survey       |
| 648940 | 2010 SJ8                 | 4 settembre 2010  | Mount Lemmon Survey       |
| 648941 | 2010 SM13                | 5 settembre 2010  | Mount Lemmon Survey       |
| 648942 | 2010 SP17                | 16 settembre 1999 | Spacewatch                |
| 648943 | 2010 SW21                | 21 ottobre 2007   | Mount Lemmon Survey       |
| 648944 | 2010 SW27                | 2 luglio 2006     | Osservatorio di Mauna Kea |
| 648945 | 2010 SH30                | 4 settembre 2010  | Spacewatch                |
| 648946 | 2010 SS30                | 18 settembre 2010 | Mount Lemmon Survey       |
| 648947 | 2010 SE32                | 30 settembre 2010 | Mount Lemmon Survey       |
| 648948 | 2010 ST35                | 10 settembre 2010 | Spacewatch                |
| 648949 | 2010 SA41                | 30 luglio 2014    | Spacewatch                |
| 648950 | 2010 SK44                | 23 ottobre 2006   | Spacewatch                |
| 648951 | 2010 SG46                | 24 ottobre 2015   | Mount Lemmon Survey       |
| 648952 | 2010 SG56                | 29 settembre 2010 | Mount Lemmon Survey       |
| 648953 | 2010 SC58                | 18 settembre 2010 | Spacewatch                |
| 648954 | 2010 SC60                | 17 settembre 2010 | Mount Lemmon Survey       |
| 648955 | 2010 TO5                 | 15 dicembre 2003  | Spacewatch                |
| 648956 | 2010 TR10                | 9 settembre 2010  | R. Holmes                 |
| 648957 | 2010 TQ11                | 2 ottobre 2010    | R. Ferrando, M. Ferrando  |
| 648958 | 2010 TU13                | 3 ottobre 2010    | Spacewatch                |
| 648959 | 2010 TB19                | 25 novembre 2002  | NEAT                      |
| 648960 | 2010 TP21                | 17 novembre 2006  | Mount Lemmon Survey       |
| 648961 | 2010 TX21                | 17 settembre 2010 | Spacewatch                |
| 648962 | 2010 TN23                | 22 novembre 2006  | Spacewatch                |
| 648963 | 2010 TN28                | 2 ottobre 2010    | Spacewatch                |
| 648964 | 2010 TV31                | 9 settembre 2010  | Spacewatch                |
| 648965 | 2010 TZ35                | 2 ottobre 2010    | Spacewatch                |
| 648966 | 2010 TZ36                | 16 settembre 2010 | Spacewatch                |
| 648967 | 2010 TC39                | 7 ottobre 2010    | Spacewatch                |
| 648968 | 2010 TJ41                | 8 settembre 2010  | Spacewatch                |
| 648969 | 2010 TZ45                | 1 novembre 2006   | Mount Lemmon Survey       |
| 648970 | 2010 TU46                | 5 ottobre 2010    | R. Holmes                 |
| 648971 | 2010 TZ47                | 29 settembre 2010 | Spacewatch                |
| 648972 | 2010 TE50                | 2 ottobre 2010    | Spacewatch                |
| 648973 | 2010 TV61                | 27 agosto 2006    | Spacewatch                |
| 648974 | 2010 TW64                | 7 ottobre 2010    | Mount Lemmon Survey       |
| 648975 | 2010 TJ72                | 10 settembre 2010 | Spacewatch                |
| 648976 | 2010 TB73                | 8 ottobre 2010    | Spacewatch                |
| 648977 | 2010 TF79                | 6 dicembre 2002   | SDSS Collaboration        |
| 648978 | 2010 TU81                | 10 settembre 2010 | Mount Lemmon Survey       |
| 648979 | 2010 TZ82                | 30 settembre 2006 | Spacewatch                |
| 648980 | 2010 TO83                | 8 aprile 2002     | Spacewatch                |
| 648981 | 2010 TM99                | 7 marzo 2009      | Mount Lemmon Survey       |
| 648982 | 2010 TW106               | 11 marzo 2008     | Spacewatch                |
| 648983 | 2010 TT110               | 9 ottobre 2010    | Mount Lemmon Survey       |
| 648984 | 2010 TQ115               | 26 marzo 2008     | Mount Lemmon Survey       |
| 648985 | 2010 TQ116               | 20 ottobre 2006   | Mount Lemmon Survey       |
| 648986 | 2010 TW117               | 9 ottobre 2010    | Mount Lemmon Survey       |
| 648987 | 2010 TP118               | 26 febbraio 2009  | CSS                       |
| 648988 | 2010 TT122               | 10 ottobre 2010   | Mount Lemmon Survey       |
| 648989 | 2010 TH135               | 11 ottobre 2010   | Mount Lemmon Survey       |
| 648990 | 2010 TR136               | 11 ottobre 2010   | Mount Lemmon Survey       |
| 648991 | 2010 TR137               | 11 ottobre 2010   | Mount Lemmon Survey       |
| 648992 | 2010 TF138               | 17 marzo 2005     | Mount Lemmon Survey       |
| 648993 | 2010 TR139               | 18 settembre 2010 | Mount Lemmon Survey       |
| 648994 | 2010 TA144               | 17 novembre 2006  | Spacewatch                |
| 648995 | 2010 TZ153               | 17 novembre 2006  | Mount Lemmon Survey       |
| 648996 | 2010 TA161               | 2 ottobre 2006    | Mount Lemmon Survey       |
| 648997 | 2010 TM162               | 22 ottobre 2006   | Spacewatch                |
| 648998 | 2010 TC167               | 13 ottobre 2010   | CSS                       |
| 648999 | 2010 TE173               | 15 ottobre 2010   | LINEAR                    |
| 649000 | 2010 TX173               | 18 settembre 2010 | Mount Lemmon Survey       |